# Lasse Kolstad
Lars (Lasse) Kolstad (Kristiania, 10 januari 1922 - Oslo, 14 januari 2012) was een Noorse acteur, toneelspeler en zanger. Hij was getrouwd met actrice Bab Christensen. Samen hadden ze een adoptie-zoon.

## Filmografie
- Dei svarte hestane (1951)
- Skøytekongen (1953)
- Hans Nielsen Hauge (1961)
- Bussen (1961)
- Den skallete sangerinne (1967)
- Det lykkelige valg (1968)
- Selma Brøter (1970)
- Kanarifuglen (1973)
- The Island at the Top of the World (1974)
- Bortreist på ubestemt tid (1974)
- Fru Inger til Østråt (1975)
- Olsenbanden og Dynamitt-Harry mot nye høyder (1979)
- Den nye kapellanen (1989)
- Flaggermusvinger (1992)
- Sånn er livet  (1996)
- Olsenbanden Junior går under vann (2003)

## Tv-series
- Skipper Worse (1968)
- Fleksnes – in episode. Dobbeltgjengeren (1981)
- SK 917 har nettopp landet (1984)
- The julekalender (1994)
- Codename Hunter

## Discografie
- Windjammer (1958)
- Tingel Tangel i natt (1959)
- Spelemann på taket (1968)
- Mannen få La Mancha (1970)
- Tubaen Tobby/Tubaen Tobby på sirkus (1970)
- Elefantgutten (1973)
- Jungelboken (1973)
- Robin Hood (1974)
- Jacques Brel er her i kveld og bur bra i Paris (1975)
- Dommerens hus (1977)
- Så lenge skuta kan gå (1979)
- Henning Hane og gjengen hans (1981)
- Cats (1985)

- Bibsys: 97048023
- International Standard Name Identifier: 0000 0001 3094 756X
- KulturNav: 78b5f881-15c9-4dd3-bd76-01024b890329
- Library of Congress Control Number: no2018141310
- Virtual International Authority File: 223718016
- WorldCat: E39PBJB8txfvKHCdT44rtKymVC